# 2009 у музиці
Ця стаття присвячена музичним подіям 2009 року.

## Події
- 12-16 травня 2009 — 54-й пісенний конкурс Євробачення, який проходив у Москві в Росії. Перемогу здобув білорус за національністю з Норвегії Олександр Рибак з піснею Fairytale (укр. Казка).

## Музичні альбоми
| Дата | Виконавець | Назва альбому |
| ---- | ---------- | ------------- |
|      |            |               |

## Засновані колективи
- 4minute
- Alabama Shakes
- Atoms for Peace
- Bahroma
- Big Time Rush (гурт)
- Broken Bells
- Clean Bandit
- CNBlue
- Courage My Love
- D.A.R.K.
- Diddy - Dirty Money
- DZIDZIO
- ForceOut
- Foster the People
- Freedom Avenue
- Gravitonas
- Highlight
- Hurts
- KEEP MUM
- Kobra and the Lotus
- Lawson
- Led Wind
- Major Lazer
- Make Me Famous
- MBLAQ
- Megapolis Witches
- Minus One
- New Politics
- Pianoбой
- ReVamp
- Rings of Saturn
- Selena Gomez & the Scene
- SHINee
- SHVPES
- Slaughterhouse
- Space of Variations
- Surfer Blood
- TamerlanAlena
- The Algorithm
- The Dead Weather
- The Decline (гурт)
- The Saturdays
- The Wanted
- The xx
- Tuba Skinny
- Twenty One Pilots
- We Are the Fallen
- Woe, Is Me
- X Ambassadors
- Восьмий День
- Друже Музико
- Фіолет
- Фолькнери

## Колективи, які розпалися
- Бо Бо Бо
- After Forever
- Christie

## Концерти в Україні
Зарубіжні виконавці

## Нагороди
Премія «Греммі»
51-ша церемонія «Греммі» відбулася 8 лютого 2009 у комплексі Стейплс-центр у Лос-Анджелесі.
Премія «MTV Video Music Awards»
Премія «MTV Europe Music Awards»
Премія «Billboard Music Awards»

## Померли
- Антків Зиновій-Богдан Богданович — український хоровий диригент. Народний артист України.
- Тилик Володимир Володимирович — український композитор.
- Моріс Жарр — французький композитор.
- Мірошниченко Євгенія Семенівна — українська оперна співачка; педагог, професор. Герой України. Народна артистка СРСР.
- Майкл Джексон — американський співак, танцюрист, кіноактор, автор пісень, «король поп-музики».
- Джон Мартін — вокаліст, гітарист, клавішних, композитор, автор текстів, продюсер.
- Діна Верні — французька галеристка та співачка.
- Келлі Ґраукатт — британський рок-музикант, найбільш відомий як басист гурту Electric Light Orchestra.
- Спєх Степан — український співак і композитор.
- Коко Тейлор — американська співачка, названа за унікальний голос «Королевою блюзу».
- Зикіна Людмила Георгіївна — російська радянська співачка, народна артистка СРСР.
- Которович Богодар Антонович — український скрипаль, диригент, педагог, народний артист УРСР.
- Кузьмінський Сергій Леонідович — український музикант, діджей, вокаліст рок-гурту «Брати Гадюкіни».
- Лес Пол — американський гітарист, новатор в області звукозапису і один із творців електрогітари.
- Шварц Ісаак Йосипович — радянський та російський композитор, Народний артист Росії.
- Віллі Девіль — американський співак та композитор.
- Гільдегард Беренс — німецька оперна співачка, яку вважали одним з найкращих вагнерівських сопрано.
- Джим Керролл — американський поет, прозаїк, панк-музикант.
- Мерседес Соса — аргентинська співачка, відома як «голос Латинської Америки», «голос безмовних».
- Хурсенко В'ячеслав Володимирович — український співак, композитор, автор-виконавець.
- Басілая Олександр Олександрович — грузинський композитор, заслужений діяч мистецтв Грузинської РСР, беззмінний художній керівник ансамблю «Іверія».
- Ієн Воллес — британський оперний співак шотландського походження, бас-баритон.
- Катаєв Ілля Євгенович — радянський і російський композитор, педагог.
- Троцюк Богдан Якович — радянський, російський композитор. Заслужений діяч мистецтв РРФСР.
- Роберт Райнс — американський правник, науковець, винахідник і композитор.
- Елізабет Седерстрем — шведська оперна співачка, сопрано.
- Огроднік-Жилава Анастазія — професор музики, громадський діяч.
- Рон Ештон — гітарист гурту The Stooges.
- Дударова Вероніка Борисівна — російський диригент, народна артистка СРСР.
- Алісія де Ларроча — іспанська піаністка з Каталонії, визнана найкращою іспанською піаністкою сучасності.
- Скибинський Ярема Антонович — український диригент, заслужений діяч мистецтв УРСР, народний артист України.
- Фоміних Світлана Григорівна — український хоровий диригент, заслужений працівник культури УРСР, повний кавалер ордена «За заслуги».
- Скоробський Володимир Миколайович — відновник «Пласту» в Україні, засновник та багаторічний станичний станиці Київ, курінний куреня УПС ч. 13 «Дубова Кора», автор-виконавець, лідер гурту «Журборіз».
- Фейгін Леонід Веніамінович — радянський композитор, скрипаль, диригент, аранжувальник.
- Валага Андрій Петрович — український співак, музикант, перший скрипаль та вокаліст гурту «Брати Блюзу».
- Ален Башунг — французький співак, актор та автор-виконавець.
- Вітаутас Юліоно Клова — литовський композитор, заслужений діяч мистецтв Литовської РСР.
- Маланюк Ірина Осипівна — українська й австрійська оперна та концертно-камерна співачка.
- Марголін Веніамін Савелійович — російський радянський трубач і музичний педагог.
- Менді Родан — ізраїльський диригент, композитор і скрипаль.
- Кац Ісаак Йосипович — російсько-ізраїльський піаніст і музичний педагог.
- Бурнос Василь Іванович — керівник народного художнього дитячого хору «Васильки», заслужений вчитель України.
- Ши Пейпу — китайський актор, співак Пекінської опери, шпигун.
- Анрі Пуссер — бельгійський композитор, педагог.
- Сагайдачний Валерій Михайлович — український піаніст та педагог, професор, заслужений артист України.
- Мірек Альберт Мартинович — заслужений діяч мистецтв Російської Федерації, професор, доктор мистецтвознавства, перший з акордеоністів-баяністів, що отримав цей науковий ступінь за відкриття нового науково-практичного напрямку в музичній науці, автор самовчителя гри на акордеоні.
- Томащук Володимир Іванович — український кларнетист та педагог, заслужений артист України.
- Лещенко Віра Георгіївна — українська естрадна співачка радянських часів, дружина Петра Костянтиновича Лещенка.
- Боднарук Любомир Мирославович — хормейстер, музикант та педагог, заслужений діяч мистецтв України.
- Братолюбов Юрій Мойсейович — тромбоніст, керівник джазового ансамблю.
- Леонард Гаскін — американський джазовий контрабасист.
- Літтл Гадсон — американський блюзовий співак і гітарист.
- Альберто Лисий — аргентинський скрипаль та диригент українського походження.
- Мерзленко Віктор Іванович — бандурист, керівник капели бандуристів, заслужений працівник культури України
- Тейлор Мітчелл — канадська народна співачка і автор пісень.
- Кріс Коннор — американська джазова співачка.
- Тамаш Чех — угорський композитор, співак і актор.
- Вальдемар Матушка — словацький співак, музикант і артист.
- Ікбал Бано — пакистанська співачка.
- Карла Боні — італійська співачка.
- Дейв Бернс — американський джазовий трубач, флюгельгорніст і аранжувальник.
- Крушельницька Лідія Сильвестрівна — українська актриса, співачка (сопрано), режисер, театральна діячка. Дружина Леонтія Крушельницького.
- Рішад Шафі — туркменський барабанщик, композитор, постановник шоу і продюсер.
- Фредді Робінсон — американський блюзовий і джазовий гітарист, басист і співак.
- Мар'янна Амачер — американська композиторка, звукова мисткиня.
- Едді Хіггінс — американський джазовий піаніст.
- Марія Дімітріаді — грецька співачка.
- Хамзін Галі Габбасович — башкирський співак, народний артист Башкортостану.
- Христина Мошуманська-Назар — польський композитор, музичний педагог та піаніст.
- Аїда Абдуллаєва — азербайджанська і радянська арфістка, педагог, професор, основоположниця гри на арфі в Азербайджані.
- Біллі Лі Райлі — американський рокабіллі-музикант, співак і автор звукозапису.
- Данаї Стратігопулу — грецька співачка XX століття в жанрі легка музика, композиторка.